# Kobylnica
Kobylnica (Kublitz fino al 1945, detta anche Königlich Kublitz) è un comune rurale polacco del distretto di Słupsk, nel voivodato della Pomerania.
Ricopre una superficie di 244,95 km² e nel 2007 contava 9 810 abitanti.